# 山崎之戰
山崎之戰，又称天王山之战，是日本天正十年六月十三日（1582年7月2日）本能寺之變後發生的一場戰役，是明智光秀與羽柴秀吉在山城國及攝津國邊緣－山崎（現今的京都府大山崎町）爆發的一場戰役。

## 背景

### 光秀討伐信長
天正十年（1582年），京都本能寺之變後的明智光秀志得意滿，除了派遺女婿明智秀滿攻陷安土城外，又修信聯絡公卿，大肆讚揚自己的功勞。然而，其行徑並不為其他武將認同，甚至連親家細川藤孝都剃光頭為織田信長戴孝；另一盟友筒井順慶表面上發兵支援光秀，其實早已與羽柴秀吉接觸。表態站在光秀一方的人只有少數的親信，如岳父妻木廣忠、女婿明智秀滿、舊臣齋藤利三等人。

### 本能寺之變主要將領及大名動向
本能寺之變發生時，織田信長的數名將領和從屬同盟的德川家康的行動如下：
- 柴田勝家：攻擊上杉家的魚津城（魚津城之戰）。
- 瀧川一益：與北條軍在厩橋城對峙。
- 織田信孝、丹羽長秀：在大坂堺等待出征四國，後與羽柴勢合流。
- 羽柴秀吉：在備中高松城與毛利軍對峙（備中高松城之戰）。
- 德川家康：在堺逗留，回歸時在飯盛山接獲信長遇害的消息，隨後便即從熱田出陣。
- 齋藤利堯：佔據岐阜城。
- 織田信雄：向近江出兵。
- 姊小路賴綱：壓制飛驒國。
- 一色義定：站在明智一方，與細川藤孝對峙。
- 武田元明：聯絡若狹武田家之舊臣，攻陷丹羽長秀的主城佐和山城。
- 京極高次：攻陷舊領長濱城。

## 戰鬥經過
在秀吉與毛利氏講和後，率領其軍隊以最快的速度趕回畿內（即中國大返還），於攝津國與山城國邊境之山崎與明智光秀決戰。12日，雙方在圓明寺川（現・小泉川）對峙。
雙方戰況形成拉鋸狀態，起初織田軍的攝津洋鎗部隊給予明智軍前鋒重創，士氣幾乎瓦解，有賴明智軍中軍的堅強抵抗才能暫時守住陣線。最後由於織田軍的池田恆興偷襲明智軍後衛津田信春，將其一舉擊潰，使得織田軍成功包圍明智軍，導致光秀敗走，從勝龍寺城逃往坂本城。十四日早上，明智光秀在逃往近江途中於小栗栖（京都市伏見區）被農民殺死（另說是自盡身亡，又一說其剃度出家），俗稱三日天下。其女婿明智秀滿在光秀失敗後，於坂本城自盡。明智家的勢力至此完全敗亡，此役為秀吉開啟了其日後統一日本的契機。

## 兩軍規模
- 秀吉軍：根據《續本朝通鑑》，所控兵力達46,700人左右，實際參戰兵力約26,000人。
  - 高山右近、木村重茲：2,200人。
  - 中川清秀：2,500人。
  - 池田恒興、池田元助、加藤光泰：5,000人。
  - 丹羽長秀：3,000人（有資料指出在秀吉本隊）。
  - 織田信孝：4,000人（有資料指出在秀吉本隊）。
  - 秀吉本隊（堀秀政、羽柴秀長、蜂須賀正勝、中村一氏、堀尾吉晴、蜂屋賴隆、黑田官兵衛、神子田正治等）：30,000人。
  - 織田信孝與丹羽長秀正準備攻擊四國，信孝為總指揮，7,000人的兵力估計看似保守，但理應要有兵力留駐防地，故7,000人高估甚多。且該數字是否有被包括在秀吉本隊亦屬未知。秀吉本隊原本有30,000人，扣除留守部隊及沿途必要守備，外加七日強行軍的減員，理應維持15,000人的規模。高山、木村、中川、池田等部亦屬強行軍性質，兵力勢必會打折扣，全部加總兵力26,000人會是比較合理的數字。大多史料都認為強行軍士氣高昂，但當時本能寺事變才發生不久，士兵間普遍瀰漫不安未知並畏懼不前的氣息，這對於士氣有一定的影響。

- 明智軍：小說《太閣記》所控兵力約16,000人，但可信度低且立場極偏頗，實際參戰兵力約13,000人是目前學界普遍接受的數字。
  - 齋藤利三・柴田勝定：3,000人。
  - 阿閉貞征、明智茂朝：2,000人。
  - 松田政近、並河易家：1,500人。
  - 伊勢貞興、諏訪盛直、御牧兼顕：1,500人。
  - 津田信春：1,000人。
  - 光秀本隊（小川祐忠亦在陣中）：4,000人。
  - 明智軍在本能寺件發生時約13,000人，即便以最樂觀的16,000人計算，明智軍在幾日內強行攻落二條城、安土城及長濱城，開戰力兵力絕對在13,000以下。且光秀許多親信都持觀望甚至反對態度（如筒井及細川），所以明智軍方面的組織上已經有很大的問題。

## 名稱對流行文化的影響
「天王山之戰」一語，後在日本圍棋界中常被用作比喻多局制賽事中的關鍵一局，此一用法後傳至日本棒球界，在華語地區亦有出現，用於比喻棒球、籃球、足球等賽事，可能是先從日本棒球界傳至臺灣棒球界，再流傳至其他地區及界別。

## 註腳
1. ↑  喬靖夫. . 巴士的報. 2022-06-17  [2023-04-23].
2. ↑  張喆. . 人民網. 广州日报. 2019-05-03  [2023-04-23]. （原始内容存档于2023-04-23）.
3. ↑  . 明報. 2019-05-03  [2023-04-23]. （原始内容存档于2023-04-28）.